# William Perkins
William Perkins (Bulkington, 22 ottobre 1558 – 1602) è stato un predicatore e teologo inglese.
William Perkins nasce da Thomas e Anna Perkins a Marston Jabbett, nella parrocchia di Bulkington, Warwickshire, Inghilterra, nel 1558, È l'anno in cui la protestante Elisabetta I accede al trono, succedendo alla sorella cattolica Maria come regina d'Inghilterra. Perkins vive l'intera sua vita sotto il regno di Elisabetta I, morendo solo un anno prima della morte della regina stessa, avvenuta nel 1603. Il rapporto del Perkins con la regina Elisabetta I è ambiguo. Da una parte si rallegra che questa Regina abbia riportato finalmente e stabilmente l'Inghilterra alla fede protestante, dall'altra risente del fatto ed è molto frustrato che non l'abbia fatto in modo del tutto coerente con i principi della Riforma, accettando, a suo dire, troppi compromessi con molti aspetti del Cattolicesimo.

## Infanzia e gioventù
Si sa poco dell'infanzia e dell'estrazione sociale del Perkins. La sua famiglia è relativamente benestante, dato che nel giugno del 1577, all'età di 19 anni, il Perkins è registrato come pensionato pagante del Christ's College di Cambridge. Riceve il Bachelor of Arts nel 1581 e il Master of Arts nel 1584. Per quanto dotato di grande intelligenza e capacità, la giovinezza del Perkins è descritta dagli agiografi come disordinata ed immoderata, data all'alcool. Non è chiaro, però, quanto questo ritratto sia influenzato, da una parte dalle calunnie dei suoi avversari più tardi, dall'altra dalla tendenza dei Puritani ad esagerare i loro "peccati di gioventù" per rendere ancora più impressionante la conseguente conversione. Pare non inverosimile che, come si racconta, egli abbia in questo periodo generato un figlio illegittimo come pure che si sia attivamente interessato di astrologia.
Secondo una storia non verificabile, una volta, mentre camminava per la città, ode una giovane madre dire al suo figlioletto che teneva per mano: "Tieni a freno la tua lingua, se no ti porto da quell'ubriacone del Perkins laggiù". Scoprendo di essere diventato occasione di dileggio fra la gente, la sua coscienza comincia a rimordergli fintanto che giunge alla conversione alla fede evangelica. È chiaro che il Perkins abbia avuto un personale risveglio spirituale fra il 1581 e il 1584.

## Ministero pastorale e docenza
Perkins comincia così a Cambridge ad associarsi ai circoli che, a quel tempo, vorrebbero che la Chiesa d'Inghilterra si riformasse radicalmente secondo i principi del Calvinismo com'era avvenuto, ad esempio, a Ginevra, seguendo la linea tracciata dai teologi continentali Teodoro Beza, Girolamo Zanchi, e Zaccaria Ursino.
Sebbene Perkins si distingua nel sostenere la teologia calvinista più rigorosa, è lungi dall'essere un teologo freddo e distaccato come si descrive talvolta chi segue questa linea, ma si distingue per la sua spiritualità e pietà, il carattere esemplare, la sua predicazione appassionata che richiama da ogni dove folle di persone solo per ascoltarlo, e l'amorevole e compassionevole cura che egli dimostra per accompagnare alla fede in Cristo e seguire pastoralmente persone di estrazione più diversa, compresi gli internati del carcere di Cambridge dove comincia a svolgere un fecondo ministero di cappellania. Una volta, come amano rilevare le sue biografie, Perkins incontra un carcere un giovane condannato a morte per i suoi crimini e che teme di finire ben presto all'inferno. Perkins lo convince che, attraverso Gesù Cristo, Dio può perdonare i suoi peccati, e così questo giovane affronta l'inevitabile sua condanna a morte con dignità, compostezza e serenità, dopo aver affidato la sua vita a Cristo.
Nel 1584, poco dopo aver ricevuto il suo Master of Arts, Perkins diventa professore associati al Christ's College fino al 1594, dopodiché, nel 1595, diventa rettore della chiesa di S. Andrew a Cambridge fino alla sua morte.
Come "puritano moderato", Perkins si oppone fermamente ai "non conformisti" ed altri separatisti che rifiutano di conformarsi alla Chiesa d'Inghilterra. D'altro canto, egli pure si oppone al regime elisabettiano di uniformità imposto dalle autorità politiche alla chiesa. per esempio, quando l'arciverscovo di Canterbury John Whitgift fa arrestare ed imprigionare Francis Johnson per l'appoggio che dava alla forma presbiteriana di governo della chiesa, Perkins difende vivacemente il Johnson.
Il 13 gennaio 1587, Perkins predica un sermone che condanna la pratica di inginocchiarsi per ricevere l'Eucaristia (come pure altre formalità religiose che ritiene superstiziose) e, per questo, viene chiamato a rispondere delle sue idee di fronte ai giudici del Regno. Durante l'ultima serie di processi contro i ministri di culto di tendenza puritana, nel 1590-1591 Perkins afferma di non poter rammentare con chi avesse discusso il Libro di disciplina della chiesa.
Perkins sposa Timothye Cradocke di Grantchester il 2 luglio 1595. La coppia avrà sette figli, tre dei quali nati morti.
Perkins aveva un talento sorprendente nel leggere libri. Pare che li sfogliasse così velocemente da apparire quasi non leggervi nulla, eppure registrava ogni cosa accuratamente nella sua mente.

## Persuasioni teologiche ed influenza
Perkins sostiene la dottrina della "doppia predestinazione" e contribuisce a far conoscere in Inghilterra il pensiero di Teodoro di Beza, di cui pubblica in inglese il famoso grafico che illustra questo concetto.
Le concezioni del Perkins sulla doppia predestinazione lo rendono il bersaglio favorito di Arminio l'ecclesiastico olandese che si oppone alla dottrina della predestinazione.
Perkins acquisisce fama internazionale come polemista con la pubblicazione di "A Reformed Catholike" (Un cattolico riformato) nel 1597, in cui sostiene che i veri cattolici romani siano solo quelli che sono definiti come "protestanti". Durante la sua vita Perkins consegue enorme popolarità. La vendita delle sue opere sorpassa persino quella delle opere di Giovanni Calvino. Le sue opere sono tradotte in molte lingue.
Dalla sua posizione a Cambridge Perkins è in grado di influenzare un'intera generazione di ecclesiastici inglesi. i suoi discepoli includono:
- William Ames;
- John Robinson, fondatore del Congregazionalismo a Leida e pastore dei "Padri pellegrini";
- Thomas Goodwin;
- Paul Baynes;
- Samuel Ward;
- Phineas Fletcher, poeta;
- Thomas Draxe;
- Thomas Taylor;
- James Ussher, arcivescovo di Armagh;
- Richard Montagu, vescovo di Winchester.

## Morte
Soffrendo di una forma grave di colelitiasi, Perkins muore dopo settimane di sofferenza il 22 ottobre 1602 all'età di 44 anni. James Montagu predica il suo sermone funebre sul testo di Giosuè 1:2 "Mosè, il mio servo, è morto". Viene sepolto a St. Andrew, la chiesa in cui aveva servito come pastore per 18 anni.

## Opere
Oltre alla sua attività di insegnante, pastore e predicatore, Perkins produce molti libri di gran valore apprezzati non solo in patria. Tradotti in latino per il pubblico internazionale, alcuni pure in francese, tedesco e spagnolo. Invalido nella mano destra, si dice che li scrivesse tutti e rapidamente con la sinistra.
- Libellus de Memoria, Verissimaque Bene Recordandi Scientia  (1584)
- Antidicsonus Cuiusdam Cantabrigiensis   (1584)
- Foure Great Lyers, Striuing Who Shall Win the Siluer Whetstone: Also, A Resolution to the Count  (1585)
- A Treatise Tending Vnto a Declaration Whether a Man be in the Estate of Damnation or in the Estate of Grace: And If he be in the First, How he may in Time Come out of it: if in the second, how he maie discerne it, and perseuere in the same to the end. The points that are handled are set downe in the page following  (1590)
- Armilla aurea, id est, Miranda series causarum et salutis & damnationis iuxta verbum Dei: Eius synopsin continet annexa tabula  (1590)
- A golden chaine, or the description of theologie: containing the order of the causes of saluation and damnation, according to Gods woord. A view of the order wherof, is to be seene in the table annexed  (1591)
- The foundation of Christian religion : gathered into sixe principles. And it is to bee learned of ignorant people, that they may be fit to hear sermons with profit, and to receiue the Lords Supper with comfort  (1591)
- Prophetica, sive, De sacra et vnica ratione concionandi tractatus  (1592)
- A case of conscience : the greatest that euer was; how a man may know whether he be the child of God or no. Resolued by the word of God. Whereunto is added a briefe discourse, taken out of Hier. Zanchius  (1592)
- An exposition of the Lords prayer : in the way of catechising seruing for ignorant people  (1592)
- Tvvo treatises·: I. Of the nature and practise of repentance. II. Of the combat of the flesh and spirit  (1593)
- An exposition of the Lords praier : in the way of catechisme  (1593)
- A direction for the government of the tongue according to Gods word  (1593)
- An exposition of the Symbole or Creed of the Apostles : according to the tenour of the Scriptures, and the consent of orthodoxe Fathers of the Church  (1595)
- A salve for a sicke man, or, A treatise containing the nature, differences, and kindes of death : as also the right manner of dying well. And it may serue for spirituall instruction to 1. Mariners when they goe to sea. 2. Souldiers when they goe to battell. 3. Women when they trauell of child  (1595)
- A declaration of the true manner of knowing Christ crucified  (1596)
- A reformed Catholike, or, A declaration shewing how neere we may come to the present Church of Rome in sundrie points of religion, and wherein we must for euer depart from them : with an advertisment to all fauourers of the Romane religion, shewing that the said religion is against the Catholike principles and grounds of the catechisme  (1597)
- De praedestinationis modo et ordine : et de amplitudine gratiae diuinae Christiana & perspicua disceptatio  (1598)
- Specimen digesti, sive Harmoniæ bibliorum Veteris et Novi Testamenti  (1598)
- A warning against the idolatrie of the last times : And an instruction touching religious, or diuine worship  (1601)
- The true gaine : more in worth then all the goods in the world  (1601)
- How to liue, and that well: in all estates and times, specially when helps and comforts faile  (1601)

Postume:
- The works of that famous and worthie minister of Christ, in the Universitie of Cambridge, M.W. Perkins : gathered into one volume, and newly corrected according to his owne copies. With distinct chapters, and contents of euery book, and a generall table of the whole  (1603)
- The reformation of couetousnesse: Written vpon the 6. chapter of Mathew, from the 19. verse to the ende of the said chapter  (1603)
- A commentarie or exposition, vpon the fiue first chapters of the Epistle to the Galatians: penned by the godly, learned, and iudiciall diuine  (1604)
- Lectures vpon the three first chapters of the Reuelation: preached in Cambridge anno Dom. 1595  (1604)
- Gvilielmi Perkinsi Problema de Romanæ fidei ementito Catholicismo. : Estq´; Antidotum contra Thesaurum Catholicum Iodoci Coccij. Et [propaidoia] iuventutis in lectione omnium patrum  (1604)
- The first part of The cases of conscience : Wherein specially, three maine questions concerning man, simply considered in himselfe, are propounded and resolued, according to the word of God  (1604)
- Satans sophistrie ansuuered by our Sauiour Christ: and in diuers sermons further manifested  (1604)
- Hepieíkeia: or, a treatise of Christian equitie and moderation  (1604)
- M. Perkins, his Exhortation to repentance, out of Zephaniah: preached in 2. sermons in Sturbridge Faire. Together with two treatises of the duties and dignitie of the ministrie: deliuered publiquely in the Vniuersitie of Cambridge. With a preface præfixed touching the publishing of all such workes of his as are to be expected: with a catalogue of all the perticulers [sic] of them, diligently perused and published, by a preacher of the word  (1605)
- Works newly corrected according to his owne copies  (1605)
- Of the calling of the ministerie two treatises, discribing the duties and dignities of that calling  (1605)
- The combat betweene Christ and the diuell displayed, or A commentarie upon the temptations of Christ  (1606)
- A godlie and learned exposition vpon the whole epistle of Ivde...  (1606)
- A C[hristian] and [plain]e treatise of the manner and order of predestination : and of the largenes of Gods grace  (1606)
- The arte of prophecying, or, A treatise concerning the sacred and onely true manner and methode of preaching  (1607)
- A cloud of faithfull witnesses, leading to the heauenly Canaan, or, A commentarie vpon the 11 chapter to the Hebrewes  (1607)
- A treatise of mans imaginations : Shewing his naturall euill thoughts: His want of good thoughts: The way to reforme them  (1607)
- A discourse of the damned art of witchcraft: so farre forth as it is revealed in the Scriptures and manifest by true experience ...  (1608)
- The vvhole treatise of the cases of conscience : distinguished into three bookes  (1608)
- Christian oeconomie: or, A short survey of the right manner of erecting and ordering a familie : according to the scriptures  (1609)
- A graine of musterd-seede: or, the least measure of grace that is or can be effectuall to saluation  (1611)
- A resolution to the countryman prooving it utterly unlawfull to buy or use our yeerely prognostications  (1618)
- Deaths knell: or, The sicke mans passing-bell : summoning all sicke consciences to pr[e]pare themselues for the coming of the grea[t] day of doome, lest mercies gate be shut against them: fit for all those that desire to arriue at the heauenly Ierusalem. Whereunto are added prayers fit for housholders. The ninth edition.  (1628)
- The works of William Perkins, ed. Ian Breward  (1970)